# 上野村 (愛知県)
上野村（うえのむら）は、かつて愛知県碧海郡にあった村である。
現在の豊田市南部（上郷町など）に該当する。

## 歴史
- 1876年（明治9年） - 上村、下村、槌木新郷、会下新郷が合併し、上野村となる。
- 1889年（明治22年）10月1日 - 町村制により、上野村が発足。
- 1906年（明治39年）5月1日 - 畝部村、枡塚村、寿恵野村、和会村と合併し、上郷村が発足。同日上野村は廃止。